# 阿賴耶識
阿賴耶識，又譯為阿梨耶識，也稱為一切種子識、異熟識、阿陀那識（即「持身識」之義），即是八識、丈夫識。「阿賴耶識」是瑜伽行唯識學派主要依據《解深密經》而提出的學說，是這個學派的基本理論基礎之一。

## 定義
阿賴耶識屬第一能變識，玄奘《成唯識論》有關有情的八識所屬能變識的說明如下：
|  | 識所變相雖無量種，而能變識類別唯三：一謂異熟（），即八識，多異熟性故；二謂思量，即第七識，恒審思量故；三謂了境，即前六識，了境相麁故。 |

## 音義
阿賴耶在《阿含經》中已經出現，原是用於表示執著的一般術語。根據無著《攝大乘論》，說一切有部所傳《增壹阿含經》中，曾提到阿賴耶。說一切有部《增壹阿含經》或《如來出現四德經》都未傳入中國，皆已失傳。但日本學者月輪賢隆考證，這段經文相當於巴利文三藏《增支部》〈四法品〉第128經，漢譯《增壹阿含經》〈四諦品〉第3經，應是源自上座部共有的傳承。在《俱舍論》與《清淨道論》中，也曾援引類似經文，皆以阿賴耶為執著之意。
在《解深密經》中，將阿賴耶，列為識之一，解釋為「住著」「攝受、藏隱」，這個含義可能源自它的梵文詞根  。

## 學說起源
佛教界一般將阿賴耶識學說的最早完整論說追溯至《解深密經》：
|  | 吾當為汝說心、意、識祕密之義。廣慧當知，於六趣生死，彼彼有情，墮彼彼有情眾中，或在卵生，或在胎生，或在濕生，或在化生身分生起。 於中最初一切種子心識成熟，展轉和合，增長廣大。依二執受，一者、有色諸根及所依執受，二者、相名分別言說戲論習氣執受。有色界中具二執受，無色界中不具二種。 廣慧！此識亦名阿陀那識，何以故，由此識，於身隨逐執持。 亦名阿賴耶識，何以故，由此識，於身攝受藏隱，同安危義故。 亦名為心，何以故，由此識，色、聲、香、味、觸等積集滋長故。 廣慧！阿陀那識為依止，為建立故，六識身轉，謂眼識、耳、鼻、舌、身、意識。此中有識眼及色為緣，生眼識，與眼識俱，隨行同時同境，有分別意識轉。有識耳、鼻、舌、身及聲、香、味、觸為緣，生耳、鼻、舌、身識，與耳、鼻、舌、身識俱，隨行同時同境，有分別意識轉。廣慧。若於爾時一眼識轉，即於此時唯有一分別意識，與眼識同所行轉。若於爾時二、三、四、五諸識身轉，即於此時唯有一分別意識，與五識身同所行轉。…… 爾時世尊欲重宣此義，而說頌曰：阿陀那識甚深細，一切種子如瀑流，我於凡愚不開演，恐彼分別執為我。 |

無著《攝大乘論》中，引證《阿毘達磨大乘經》為阿賴耶識學說的起源。
部派佛教時期對心意識三分理論就有了仔細的研討，但被說一切有部列為參考異說，在佛教早期的有關論述中，主要採用異熟識或結生識等術語。在瑜伽行唯识学派中，轉而使用「阿賴耶識」這個原來作為異熟識別名的術語來表示第七識、意識及前五識的根本。
按佛教界的一般看法，阿陀那識和阿賴耶識，這兩個異熟識別名，在佛教初期經論中沒有出現，是因為它們以功能得名，而且行相十分微細，如《解深密經》中說：阿陀那識的行相微細，所以佛陀於凡夫及二乘前不演說；又如唐譯四十卷本《大方廣佛華嚴經》卷八：「如是甚深阿賴耶識行相微細究竟邊際，唯諸如來住地菩薩之所通達，愚法聲聞及辟支佛、凡夫、外道悉不能知。」

## 學說發展
《大乘密嚴經》指出「阿賴耶識恒與一切染淨之法而作所依」，但其本體藏識卻是「性常圓潔不增不減」。無著和世親遵崇如來藏法義，引入了藏識（識藏）和如來藏釋義。後世論師又依據《楞伽經》等，向阿賴耶識增加了別名無垢識即善淨八識，如玄奘《成唯識論》：
```
然
第八識
雖諸有情皆悉成就，而隨義別立種種名。
謂或名
心
，由種種法熏习種子所積集故。或名
阿陀那
，執持種子及諸色根令不壞故
[
47
]
。或名
所知依
，能與染淨所知諸法為依止故。或名
種子識
，能遍任持世出世間諸種子故。此等諸名通一切位。
或名
阿賴耶
，攝藏一切雜染品法令不失故，我見愛等執藏以為自內我故。此名唯在
異生
、有學，非
無學
位、不退菩薩
[
48
]
，有雜染法執藏義故。
或名
異熟識
，能引生死，善、不善業異熟果故。此名唯在異生、
二乘
、諸
菩薩
位，非
如來
地，猶有異熟無記法故。
或名
無垢識
，最極清淨，諸無漏法所依止故。此名唯在如來地有，菩薩、二乘及異生位持有漏種、可受熏习，未得善淨第八識故。如契經
[
49
]
說：「如來無垢識，是淨無漏界，解脫一切障，圓鏡智相應。」
[
50
]
```

另外，有说其是生灭与不生灭的和合。

## 詳述
唯識宗認為，八識在因地凡夫位時阿賴耶性重故名為阿賴耶識，爲一切諸法所依。阿赖耶识是唯识学的核心范畴，是根本识、是持身識能持種，其它各识（眼、耳、鼻、舌、身、意、末那识）都由衪生出。自无始以来，阿赖耶识就含藏著净染万法种子。如果對“万法从心而起”这一真理不明了，就称作“无明”。此“无明”是产生其他无明的根本，所以又称为“无始无明”（“根本无明”)，并由此产生人、法二我执等烦恼的“枝末无明”。而这一切都是凡、愚未親證阿赖耶识前的本能状态。

### 异熟识
唯识宗認為：「阿赖耶识所含藏的有漏有為法種可經由所造的善恶业所薰习而轉變善染性，以业种子为增上缘而招感异熟果，故亦称為异熟识，它是以阿赖耶识之果相命名。」部分論師稱：「當阿赖耶识中之異生阿赖耶性斷除後改名为异熟识，或稱阿摩羅識，又稱第九識」，其實本體同第八识，只是含藏的內容不同而有異名，它仍是因果业报之主体。
```
阿羅漢或稱二乘無學去我執去身見而後入涅槃前其如來藏改名異熟識!
```

### 如來藏
依據《大乘密嚴經》：
|  | 佛說如來藏，以為阿賴耶，惡慧不能知，藏即賴耶識。如來清淨藏（），世間阿賴耶（），如金與指環，展轉無差別。 一切眾生阿賴耶識，本來而有圓滿清淨，出過於世同於涅槃。譬如明月現眾國土，世間之人見有虧盈，而月體性未嘗增減。藏識亦爾，普現一切眾生界中，性常圓潔不增不減。 |

「阿賴耶識」就是「藏識」，即「如來藏」。

### 三界唯心萬法唯識
世親《唯識二十論》：
|  | 安立大乘三界唯識，以契經說：三界唯心，心、意、識、了，名之差別。 |

其立論依據是《華嚴經》:「若人欲了知，三世一切佛，應觀法界性，一切唯心造。」「心如工畫師，能畫諸世間，五蘊悉從生，無法而不造，如心佛亦爾，如佛眾生然，應知佛與心，體性皆無盡。」

## 派系
現代研究者如印順稱：對於阿賴耶識的性質，唯識學中又分兩派：
- 真心派，南北朝真諦三藏據安慧[56]學說建立的攝論宗屬於此派，認為諸佛如來的無垢識，是永遠斷除了任何習氣[57]。當經由修行[58]，阿賴耶識與以其為根本的諸煩惱染雜俱滅之後[59]，修行者能夠證得「心性本淨」[53]的心真如[60]，即阿摩羅識，最終可究竟成佛[61]。
- 妄心派，唐朝玄奘三藏據護法[62]學說建立的法相宗屬於此派，以虛妄心為染淨的所依，清淨法是附屬的。他們主張阿賴耶識唯妄非真，其中包涵的種子開發萬法[63]。從有漏的種子開顯迷界，從無漏的種子[64]開顯悟界。淨化阿賴耶識所含藏染污種子，轉化成善淨第八識即大圓鏡智，則可最終成佛。玄奘三藏作有《八识规矩颂》，其中阿赖耶识颂為：「性唯無覆五遍行。界地隨他業力生。二乘不了因迷執。由此能興論主爭。浩浩三藏不可窮。淵深七浪境為風。受熏持種根身器。去後來先作主公。不動地前纔捨藏。金剛道後異熟空。大圓無垢同時發。普照十方塵剎中。」

## 反對意見
在《大智度論》中，龍樹曾提出，佛說六識，意識所緣的諸法都是生滅法，如果存在「我法」的話，應該有第七識去識別它，但是沒有第七識存在，因此無我。清辯論師等人解讀龍樹著作，以真如轉依為假名，只立六識。玄奘引證《楞伽經》說八識作為回應。
相傳龍樹曾為《華嚴經》作註疏，但在龍樹著作中，未曾提及阿賴耶識的存在，因此有人認為，阿賴耶識學說在龍樹時代應尚未出現，阿賴耶識的建立，可能是為了回應龍樹中觀學派提出的質難。佛在第三轉法輪的經論裡多次提到阿賴耶識可見六識論為偽論!八識才是佛教經論裡的正論如果沒有第七識末那識如何能出現前五識?
月稱《入中論》認為，不需要立阿賴耶識。

## 學術研究
有研究者認為，如來藏學派中，有人因為斷章取義佛經的義理而誤認為阿賴耶識即是如來藏。在講說如來藏的經典中，如來藏乃實相第一義諦。等同於多個其他名詞。如佛性、法身、自性涅槃、真如法性、實際、圓覺等皆與聖諦如來藏同義異名。 而「阿賴耶識、八識、含藏識」等等，皆是有漏法。如來藏乃為法身在纏，而阿賴耶識乃人身五蘊之識主，一為實相聖諦，一為我執妄識，不可與如來藏第一義諦相提並論。